# Kalanchoe grandiflora
Kalanchoe grandiflora är en fetbladsväxtart som beskrevs av Robert Wight och Arn.. Kalanchoe grandiflora ingår i släktet Kalanchoe och familjen fetbladsväxter. Inga underarter finns listade i Catalogue of Life.